# 德福花園五屍命案
德福花園五屍命案是一宗轟動香港社會的謀殺案，發生於1998年7月21日，此案中5名女性因喝下兇手混合礦泉水及山埃的符水而死。由於兇手在已廢除死刑的香港犯案卻被中國內地的法院判處死刑，引起公眾關注中國內地和香港之間的跨界司法管轄權及移交逃犯安排。

## 案件背景
兇手李育輝來自澄海，自稱「風水大師」。他的妹妹在位於九龍城侯王道的住所設壇。該壇吸引大批已婚婦人祈福，為家庭驅魔、趕走二奶、添福添壽，家宅平安。
許經振（香港僑威集團主席）的妻子林春麗與兩名朋友蔡秀珍、徐順琴前往找李育輝相命，並到徐順琴位於九龍東九龍灣德福花園的住所看風水。兇手得知3人家財豐厚，設下謀財害命的企圖。
1998年7月22日下午2時，一名41歲姚姓婦女，在德福花園T座跳樓死亡，警方接獲通知，於是到現場調查，在調查初期，警方對此案件並不感到特別奇怪。但當發現女死者留下了三封遺書而內容又關連到幾天前一宗婦人失蹤案的資料時，警方便感到案件內情並不簡單，於是開始四出追查。
7月23日，CID在德福花園C座5樓一個單位破門入屋調查時，揭發了近年香港罕見的一宗集體死亡事件。5名死者是徐順琴（41歲）、李迎曦（17歲）、李迎暉（15歲）、林春麗（49歲）、蔡秀珍（45歲）。

## 案件大略
1998年7月21日，李育輝在徐順琴家設壇作法，事前調製好從鍍電廠友人張文佳處以清理魚池為由取得的劇毒氰化鈉（山埃）的「符水」，並囑咐三人和徐順琴（生於1957年1月31日）的兩個女兒：17歲長女李迎曦（生於1981年7月28日，嘉諾撒聖家書院中五會考文科女生），及15歲幼女李迎暉（生於1983年5月12日）在事發單位的不同房間中飲用。
上述五人在喝下符水後不久相繼死去。兇手把他們求神用的願望寫在紙上置於廳中，布置成自殺假象；其後掠去130萬港元（作法前要求三人每人按自己年齡，每年10,000港元的款項作「貢品」）後與妻子連夜潛逃到汕頭。

### 贓款去向
到達汕頭後，兇手將一半贓款藏於表妹姚素娟家中的花盤下，餘下的港幣與同居女友殷麗沿潛逃至湖北武漢的路上，向非法外匯兌換商人換成人民幣，再以他人名義存入汕頭及武漢的多家銀行，存摺則藏在殷麗處。

### 潛逃
從香港經深圳潛逃到汕頭，在處理贓款後，李育輝偕殷麗在湖北省武漢市殷麗家中「隱居」。
李育輝在報紙得知已東窗事發，遂轉移到友人王某在湖北省通城縣的家中。

## 偵查與判決
香港警方開始認為案件為集體自殺案，於後續的調查中發現自殺器具不在現場及李育輝答應作證後失約，斷定此案為謀殺案，李育輝有重大嫌疑。至此向內地公安機關請求協助。
8月4日，汕頭市公安局刑警支隊副支隊長曾志雄帶領民警在殷麗武漢家查獲無果後，9月15日至湖北省通城縣李育輝朋友王某的家中，李育輝與殷麗雙雙落網。
在香港完成偵查後，緝拿和審訊交由內地公安機關執行。1999年3月23日，汕头市中级人民法院以故意杀人罪、抢劫罪，数罪并罚，判处李育辉死刑，剥夺政治权利终身，并处没收全部财产。女友殷麗另案处理，结果不详。李育辉一审后上诉，广东省高级人民法院于4月20日二审，维持死刑判决。由于当时，最高人民法院下放死刑授权，故当日即在汕头执行死刑判决。
案件偵破後，公安機關追回港幣60萬元和人民幣66.6萬元的贓款，移交香港警方發還被害人家属。

## 外部連結
- 香港 僑威集團有限公司（1201.HK）